# 长须叶蜂属
长须叶蜂属（学名：Phymatocera）是叶蜂科的一属。

## 下属物种
本属包括以下物种：
- 黑蓼长须叶蜂 Phymatocera aterrima (Klug, 1816)
- Phymatocera fumipennis